# Тері Рівз
Тері Рівз (англ. Teri Reeves, до шлюбу Кретз; нар. 14 липня 1981, Територія затоки Сан-Франциско, Каліфорнія, США) — американська акторка.

## Біографія
Народилася в Каліфорнії, але переїжджала багато разів протягом життя. Мати спеціалізувалася в математиці. Спочатку вступила до Каліфорнійського університету в Санта-Барбарі на математичний факультет, проте перевелась на інший та здобула ступінь бакалавра мистецтв. Продовжила навчання і 2006 року здобула ступінь магістра мистецтв у Каліфорнійському університеті в Сан-Дієго.
Має коричневий пояс з бразильського джіу-джитсу від Ромала Барала (англ. Romulo Barral), з яким тренувалася щодня.

## Кар'єра
Після появи в епізодах популярних телесеріалів: «4исла», «Три ріки», «Медіум», «Правила спільного життя», отримала постійну роль у серіалі «Battleground». У 2012—2014 роках виконувала головну роль у драматичному серіалі «Пожежники Чикаго», у якому виконала рольГейллі Томас — лікарки в шпиталі Лейкшор.

## Особисте життя
2005 року вийшла заміж за Джонатана Рівза (англ. Jonathan Reeves). Після восьми років шлюбу подала на розлучення.

## Фільмографія

### Фільми
| Рік  | Назва            | Оригінальна назва | Роль     | Примітки        |
| ---- | ---------------- | ----------------- | -------- | --------------- |
| 2011 | «Дедлайн»        | Deadline          | Лінда    |                 |
| 2014 |                  | Tentacle 8        | Белла    |                 |
| 2014 | «10-річний план» | 10 Year Plan      | Діана    |                 |
| 2017 |                  | Furthest Witness  | Гелена   | постпродукція   |
| 2017 | «Перехід»        | Crossing          | Ізабелла |                 |
| 2017 |                  | Undying           | Кейт     | тривають зйомки |
| 2017 |                  | Island Zero       | Люсі     | постпродукція   |
| 2017 |                  | Black Site Delta  | Васкес   |                 |
| 2018 |                  | Little Rituals    | Одра     | постпродукція   |

### Серіали
| Рік       | Назва                           | Оригінальна назва   | Роль                 | Примітки      |
| --------- | ------------------------------- | ------------------- | -------------------- | ------------- |
| 2008      | «4исла»                         | Numb3rs             | співробітник поліції | 1 епізод      |
| 2009      | «Забуті»                        | The Forgotten       | Джейн До/Ешлі Кемп   | 1 епізод      |
| 2008–2010 | «Дні нашого життя»              | Days of Our Lives   | Делайла/няня/Келсі   | 3 епізоди     |
| 2009–2010 | «Три ріки»                      | Three Rivers        | Алісія               | 4 епізоди     |
| 2010      | «Під прикриттям»                | Undercovers         | Фіона Каллен         | 1 епізод      |
| 2010      | «Медіум»                        | Medium              | Моніка Джейнвей      | 1 епізод      |
| 2010      | «Правила спільного життя»       | Rules of Engagement | Джанін               | 1 епізод      |
| 2011      | «Головний шпиталь»              | General Hospital    | Меган МакКенна       | 4 епізоди     |
| 2011      | «Високосний рік»                | Leap Year           | Анна                 | 1 епізод      |
| 2012      |                                 | Battleground        | Джеймсон             | 13 епізодів   |
| 2012–2014 | «Пожежники Чикаго»              | Chicago Fire        | Хейллі Томас         | 10 епізодів   |
| 2013      | «Морська поліція: Лос Анджелес» | NCIS: Los Angeles   | Антонія Пріето       | 1 епізод      |
| 2013      | «NCIS: Полювання на вбивць»     | NCIS                | Дана Роббінс         | 1 епізод      |
| 2013      | «Скандал»                       | Scandal             | Кейт                 | 1 епізод      |
| 2013      | «Касл»                          | Castle              | Міранда Веіл         | 1 епізод      |
| 2015      | «Анатомія Грей»                 | Grey's Anatomy      | Рорі                 | 1 епізод      |
| 2016      | «Якось у казці»                 | Once Upon a Time    | Дороті Ґейл          | 2 епізоди     |
| 2017      |                                 | Broken Sidewalk     | Пеппер               | постпродукція |
| 2019      | «Каратель»                      | The Punisher        | Марлін Олін          |               |
| 2021      | «Люцифер»                       | Lucifer             | Полковник О'Брайон   |               |